# Містер Еко
Містер Еко Тунд (англ. Mr. Eko Tunde) — вигаданий персонаж з серіалу «Загублені» американського телеканалу ABC, зіграний актором Адевале Акінуойє-Агбадже. Він був введений у другому сезоні, в серії «За течією», як один із тих, хто уцілів з хвостового відділу літака, який зазнав аварії на острові.
Флешбеки відкривають нам деякі факти з життя Еко. Коли він жив у Нігерії, йому довелося вступити в банду, щоб врятувати свого брата Йемі. Пізніше він став священником, видавши себе за вбитого брата. Після того як Еко вбив двох бандитів, захищаючи своє життя, він був вигнаний. Він залишив Нігерію і став священником у Австралії. Після розслідування нібито фальшивого дива (дівчинка повернулася до життя після утоплення) в Австралії в 2004 році Еко сідає на літак рейсу 815 авіакомпанії Oceanic Airlines. Літак розбивається і залишає Еко та кількох інших пасажирів, що уціліли на уявному острові.
Творці «Загублених» Деймон Лінделоф і Карлтон К'юз були шанувальниками роботи Акінуойє-Агбадже в серіалі «В'язниця Оз» телеканалу HBO і запросили його грати персонажа у своєму серіалі. Попри те що Акінуойє-Агбадже не був спочатку зацікавлений приєднатися до акторського складу, К'юз і Лінделоф його вмовили, але на коротший період, ніж вони хотіли. Актор зробив великий вплив на свого героя, змінив його ім'я і деякі риси особистості. З'явившись у проєкті на один сезон, Акінуойє-Агбадже попросив прибрати його персонажа з серіалу, бо він не відчував себе на Гаваях як вдома. Вони вирішили, що «шокуюча і емоційна смерть» буде найкращим способом усунення героя. Побачивши свого брата на острові, Містер Еко погнався за ним і натрапив на димового монстра, який жорстоко вбив його. Містер Еко зібрав багато позитивних відгуків від критиків і фанатів, які були розчаровані, що герой помер після одного сезону. Іграшкова фігурка, що зображає Містера Еко, була включена в другу серію іграшок, присвячених серіалу, вироблену компанією McFarlane Toys.

## До авіакатастрофи
Еко народився в невеликому селі в Нігерії в 1968 році. У нього був молодший брат — Йемі. Одного разу Еко вкрав трохи їжі, щоб нагодувати Йемі, за що його змусили зізнатися в церкві. Через деякий час в його село приїхали бойовики — вони хотіли, щоб Йемі застрелив старого, але він не став цього робити. Щоб врятувати Йемі, Еко сам узяв пістолет і застрелив діда. Вражені бандити взяли його з собою — саме вони вперше назвали його Містером Еко. Він виріс лютим наркоторговцем — продавав величезну кількість героїну за межами країни. Одного разу Еко повернувся в рідне село й попросив Йемі, який став священником у місцевій церкві, допомогти йому вивезти партію героїну з країни за гроші. Йемі, під загрозою спалення церкви, погоджується, але намагається умовити Еко не летіти — хтось повідомив про все уряду, і правда — через пару хвилин на аеродромі з'являються війська, які ранять Йемі. Еко затаскує брата в літак, але його самого звідти зіштовхують. По щасливій випадковості Еко приймають за Йемі і відпускають. Відчуваючи провину за смерть Йемі, Еко займає місце священника в церкві. Одного разу до нього приходять бандити, які до цього мали справу з Йемі: він віддавав їм більшу частину вакцини в обмін на безпеку села. Спочатку Еко відмовився працювати з ними, але потім був змушений погодитися. Однак у відносинах з бандитами у Еко не все гаразд, і, коли двоє з них приходять до нього в церкву, щоб відрізати йому руки, він вбиває їх. Церкву, в якій пролилася кров, закривають, а Містер Еко вирушає до Лондона.
Пізніше Еко покидає Англію і працює священником в Австралії під ім'ям Батько Тунд. Його просять розслідувати випадок пожвавлення потонулої дівчинки. Після прослуховування запису аутопсії, під час якої вона ожила, Еко відвідує будинок її сім'ї, де зустрічає екстрасенса Річарда Малкіна, до якого приходила Клер Літтлтон. Малкін каже, що це не диво, а лікарська недбалість, а також повідомляє, що він насправді не екстрасенс. Еко готується до відльоту в Лос-Анджелес і після покупки квитків зустрічає Шарлотту, дівчинку, випадок якої він розслідував. Вона каже Еко, що бачила Йемі, коли була «між світами». Еко дуже злиться на неї, але його зупиняє Ліббі, яка проходила повз.

## На острові
Еко потрапив в групу уцілівших із хвостової частини літака. В першу ніч, коли інакші напали на них, Еко вбив двох людей, які намагалися його викрасти. Відчуваючи свою провину, він зберігав обітницю мовчання протягом 40 днів — весь цей час Еко виписував цитати з Біблії на свою палицю. Коли Майкла і Соєра викидає на берег після аварії корабля, Еко б'є їх і садить в яму, приготовану Аной-Люсією. Коли група збирається на протилежну частину острова, а Майкл тікає, Еко допомагає Джину знайти його. Воз'єднавшись з групою Джека, Еко знайомиться з Джоном Локком і деякими іншими уцілілими. В люку Джон показує Еко відеоінструктаж. Той, своєю чергою, віддає йому вирізаний звідти фрагмент, який він знайшов на станції «Стріла».
Знайшовши у Чарлі статуетку з наркотиками, він змушує відвести його до літака. По дорозі він зустрічається з чорним димом. Потім він знаходить літак та тіло брата всередині. Разом з Чарлі вони вирішують спалити літак. Коли Чарлі починають снитися сни, в яких Аарон тоне, Еко пропонує хрестити немовля. Якось відвідуючи Джона, він бачить ліжко в кімнаті і просить дозволу поговорити з людиною всередині. Він сповідується їй. Пізніше Еко починає будівництво церкви на пляжі, але після того, як уві сні до нього приходять Йемі та Ана-Люсія і просять допомогти Джону, він повинен знайти знак питання. Еко прокидається і біжить до бункера. Разом з Локком він вирушає в погоню за Генрі Гейлом. По дорозі він запитує Локка про знак питання. За схемою, яку намалював Джон, вони приходять до нігерійського літака і на ранок знаходять під ним люк станції «Перлина». Після перегляду інструктажу станції «Перлина» Еко продовжує натискати на кнопку (йому про це говорив Йемі уві сні).
Коли Джон намагається йому перешкодити, він виганяє його з бункера. На наступний день Локк за допомогою Дезмонда замикається в комп'ютерній кімнаті окремо від Еко і починає відлік. Намагаючись не допустити цього, Еко за допомогою Чарлі підриває двері кімнати, але йому не вдається перешкодити Джону. Він знаходиться всередині бункера, коли Дезмонд повертає ключ.
Еко виживає, але його тягне білий ведмідь. Пізніше Джон і Чарлі рятують його. Уві сні до пораненого Еко приходить Йемі. Він кличе його за собою. Еко біжить за ним у джунглі. Коли Локк, Саїд, Дезмонд, Ніккі і Пауло вирушають на станцію «Перлина», Еко йде за ними. Він не спускається за іншими вниз і бачить Йемі. Еко слідує за ним. На лузі брат хоче вислухати сповідь Еко, але той каже, що ні про що не шкодує і що він все зробив правильно. Йемі відповідає: «Ти говориш зі мною так, ніби я твій брат» і тікає. Еко женеться за ним, але зустрічає чорний дим, який вбиває його. Перед смертю він говорить Джону: «Ви наступні». Його палка вказує напрям на станцію «Полум'я».